# LUN
LUN nebo také Logical Unit Number je identifikátor zařízení adresovaného prostřednictvím protokolu SCSI, resp. Fibre Channel nebo iSCSI. Ten může být použit u jakéhokoliv zařízení, které umožňuje čtení a zápis, nejznámější užití je však v oblasti disků nebo diskových polí.

## Příklad užití
Mějme diskové pole s několika SCSI porty. Každý port má přidělenu jednu cílovou adresu (jedná se tedy o SCSI target). Dále, toto diskové pole je nakonfigurováno pomocí RAID do několika oddělených diskových svazků. Aby tyto svazky mohly být viditelné pro klientská zařízení (např. souborové servery), SCSI target je konfigurován tak, aby poskytoval logické jednotky. Každý SCSI target může poskytovat více logických jednotek, tedy prezentovat více svazků. Každá logická jednotka tedy musí být jednoznačně identifikována, obdrží LUN.

## Formát identifikátoru
V protokolu SCSI je LUN definován jako 64bitové číslo. Je rozděleno na 16bitové segmenty, které označují víceúrovňové schema adresace.